# Resolució 2315 del Consell de Seguretat de les Nacions Unides
La Resolució 2315 del Consell de Seguretat de les Nacions Unides fou adoptada per unanimitat el 8 de novembre de 2016. El Consell va ampliar l'autorització d'EUFOR Althea a Bòsnia i Hercegovina per un any més.

## Context
L'Alt Representant per a Bòsnia i Hercegovina, Valentin Inzko, havia declarat en el seu últim informe que els líders de Bòsnia i Hercegovina continuaven treballant en les reformes al país, però que alguns polítics tractaven de dividir encara més el país i fomentaven les tensions ètniques. La República Sèrbia va celebrar un referèndum que anava en contra de les decisions del Tribunal Constitucional i, per tant, violava l'acord de pau. Al plebiscit la gran majoria de serbis de Bòsnia van decidir mantenir el 9 de gener com a dia de festa nacional, mentre que la Cort havia sostingut que la data discriminava als bosníacs musulmans i als croats catòlics de Bòsnia i Hercegovina i, per tant, canviava la diada i prohibia el plebiscit. El 9 de gener és una festa del cristianisme ortodox.
Rússia va considerar parcial l'informe de l'Alt Representant, amb l'argument que el referèndum en qüestió no era una amenaça a la sobirania i la integritat del país. L'informe de la República Sèrbia ofereix una visió més objectiva del cas. Rússia volia totes les missions internacionals a Bòsnia i Hercegovina, inclosa l'oficina de l'Alt Representant, fora del país.
La majoria de les opinions expressades pels altres països van considerar inacceptable el plebiscit "il·legal" i una amenaça per a l'estabilitat de Bòsnia i Hercegovina.

## Contingut
El Consell havia observat un progrés en les reformes a Bòsnia i Hercegovina, i va tornar a demanar al país que treballés en l'agenda 5+2. Al febrer de 2016, el país havia presentant la seva candidatura per ser membre de la Unió Europea.
La Unió Europea volia continuar l'operació militar EUFOR Althea a Bòsnia i Hercegovina, i va rebre el permís per fer-ho durant un any més. Aquesta operació va substituir la SFOR l'any 2004 i va supervisar els aspectes militars de l'acord de pau que va acabar amb la guerra de Bòsnia. Per això ha treballat amb l'OTAN, que també va estar present al país.